# Jorge (historietista)
Miguel Bernet Toledano, más conocido por el seudónimo de Jorge, fue un historietista español (Barcelona, 16 de septiembre de 1921-finales de agosto de 1960), creador de la popular Doña Urraca. Hermano de Joan Bernet Toledano y padre de Jordi Bernet, también autores de cómic.

## Biografía

### Infancia y juventud
Cuando empezó la guerra civil española, Bernet contaba sólo quince años; a pesar de ello, falsificó su edad para alistarse como voluntario en el ejército republicano. Tras la derrota de la República pasó por varios campos de concentración en Francia, antes de regresar a España, donde tuvo que servir en un batallón disciplinario y luego en la marina para purgar su pasado de combatiente republicano.

### Inicios profesionales
A principios de los años 1940 se inició profesionalmente en la historieta, trabajando para diversas agencias y editoriales, como Creaciones Editoriales, Ameller y Grafidea con historias realistas de aventuras o del Oeste.
En 1944 adoptó el seudónimo de Jorge, por el que es más conocido, a raíz del nacimiento de su hijo, el futuro historietista de prestigio Jordi Bernet. En esta época colaboró en varios cuadernos de aventuras de Bruguera, como Viajes y Aventuras, Superhombres y Tom Mix. Trabajaba desde el estudio de su casa, aunque durante el nacimiento de su hijo se le podía ver en el Café Colombia, un conocido bar de San Andreu, barrio donde vivió.

### Madurez
En 1946 fue seleccionado para formar parte de la nueva plantilla de la revista Pulgarcito, que desde la guerra civil española se editaba de forma esporádica. Para el mencionado semanario cambió su estilo, lo cual no le fue en absoluto traumático, ya que tenía una fuerte base de dibujo. Muchas fueron las series que creó durante esta etapa de retorno del semanario humorístico: Melindro Gutiérrez (1947), El vagabundo Mostacho (1947), Leovigildo Viruta (1947), Las fascinantes aventuras de Tallarín López (1948) o Orlando Cucala (1948), pero destacó sobre todo por la célebre Doña Urraca (1948), una serie que con su visión ácida de la cotianeidad del momento rozaba los límites de lo consentido por la censura de la Dirección General de Prensa, siendo además uno de los personajes más populares de lo que se ha dado en llamar "escuela Bruguera".

### Últimos años
Siguió trabajando en Doña Urraca y creando nuevas series como Don Pancho (1951), Sisebuto, detective astuto (1953), Margarita Gutiérrez, la dama de los cabellos (1958), Doña Filo y sus hermanas, señoras bastante llanas (1959) o El caballero Simón, pequeño pero matón (1960).
En 1959 se adhirió a un nuevo proyecto, la revista Pepe Cola, que no tuvo éxito.
Jorge murió un año después, sin haber cumplido los 39.

## Obra
| Años | Título                                            | Colaborador                        | Tipo                      | Publicación                                      |
| ---- | ------------------------------------------------- | ---------------------------------- | ------------------------- | ------------------------------------------------ |
| 1943 |                                                   |                                    | Historieta autoconclusiva | Bruguera: Aventuras y Viajes                     |
| 1943 | El sargento Jack de la Policía Montada núm. 2     |                                    | Serial                    | Colección Pulgarcito, serie B                    |
| 1943 | La aldea del terror núm. 2                        |                                    | Serial                    | Tom Mix                                          |
| 1943 | La isla desconocida                               |                                    | Serial                    | Pequeños libros para muchachos: Huracán, núm. 17 |
| 1943 | El pirata negro núms. 31 y ss.                    |                                    | Serial                    | Bruguera                                         |
| 1943 | El Cruzado                                        |                                    | Serial                    | Bruguera                                         |
| 1943 | La secta de la muerte                             |                                    | Serial                    | Bruguera                                         |
| 1944 | El Dragón de fuego                                |                                    | Serial                    | Bruguera                                         |
| 1944 | El Halcón                                         |                                    | Serial                    | Bruguera                                         |
| 1944 | Ted Cold, el Ametrallador                         |                                    | Serial                    | Bruguera: Superhombres                           |
| 1947 | Figuras prodigiosas de la Historia                |                                    | Serie                     | Pulgarcito                                       |
| 1947 | Dígame vd.                                        |                                    | Serie                     | Pulgarcito                                       |
| 1947 | Ocurrió así...                                    |                                    | Serie                     | Pulgarcito                                       |
| 1947 | El mundo se ríe                                   |                                    | Serie                     | Pulgarcito                                       |
| 1947 | Melindro Gutiérrez                                |                                    | Serie                     | Pulgarcito                                       |
| 1947 | El Vagabundo Mostacho                             |                                    | Serie                     | Pulgarcito                                       |
| 1947 | Leovigildo Viruta                                 |                                    | Serie                     | Pulgarcito, Super Pulgarcito                     |
| 1948 | Las fascinantes aventuras de Tallarín López       | Miguel Cussó                       | Serie                     | Pulgarcito                                       |
| 1948 | Orlando Cucala                                    |                                    | Serie                     | Pulgarcito                                       |
| 1948 | Doña Urraca                                       |                                    | Serie                     | Pulgarcito, Super Pulgarcito                     |
| 1951 | Don Super                                         |                                    | Serie                     | Nicolás                                          |
| 1951 | Sinforino                                         |                                    | Serie                     | El DDT                                           |
| 1951 | Ofelio                                            |                                    | Serie                     | El DDT                                           |
| 1951 | Chistes para enclenques                           | Escobar, Vázquez                   | Serie                     | El DDT                                           |
| 1951 | Don Pancho                                        |                                    | Serie                     | Pulgarcito                                       |
| 1951 | Caperucita                                        |                                    | Serial                    | Bruguera                                         |
| 1951 | Rosita                                            |                                    | Serial                    | Bruguera                                         |
| 1952 | Chistes cazados a lazo                            |                                    | Serie colectiva           | EL DDT                                           |
| 1952 | Historias de cada día                             |                                    | Serie                     | Nicolás                                          |
| 1953 | Sisebuto, detective astuto                        |                                    | Serie                     | Pulgarcito                                       |
| 1953 | El humor visto por...                             |                                    | Serie                     | Pulgarcito                                       |
| 1954 | Primero dijo...                                   |                                    | Serie                     | Pulgarcito                                       |
| 1955 | A carcajada limpia                                |                                    | Serie colectiva           | Pulgarcito                                       |
| 1955 | Cosas del deporte                                 | Escobar, García Lorente, Peñarroya | Serie                     | El DDT                                           |
| 195- | El Mago Pirindola, que no da pie con bola         |                                    | Serie                     | DDT                                              |
| 1957 | Mi primo Gundemaro                                |                                    | Serie                     | El DDT, Suplemento de Historietas de El DDT      |
| 1958 | Nuestra Tía Enriqueta                             |                                    | Serie                     | Sissi                                            |
| 1958 | Hazañas del Caballero Rosicler                    |                                    | Serie                     | DDT                                              |
| 1958 | Margarita Gutiérrez, la Dama de los Cabellos      |                                    | Serie                     | Sissi                                            |
| 1959 | Doña Filo y sus hermanas, señoras bastante llanas |                                    | Serie                     | El DDT                                           |
| 1960 | Emerenciano Morfeo, sereno bastante feo           |                                    | Serie                     | El Campeón de las Historietas                    |
| 1960 | El Caballero Simón, pequeño pero matón            |                                    | Serie                     | El DDT, Pulgarcito Almanaque 1960                |
| 1961 | Deportes pagados                                  |                                    | Serie                     | El Campeón de la Historietas                     |